# Nicèfor Úran
Nicèfor Úran (en llatí Nicephorus Uranus o Oranus, en grec Νικηφόρος) fou un militar i escriptor romà d'Orient.
La seva carrera militar en l'Imperi Romà d'Orient el va dur al càrrec de dux d'Antioquia; mentre era governador escribí Tàctica (Grec: Τακτικά), un manual militar enciclopèdic de 178 capítols.
Va escriure poemes i hagiografies, entre elles l'obra Vita S. Symeonis Stylitae junioris, també anomenada Sant Simeó de la Muntanya Admirable, sobre Simeó Estilita el Jove, que havia mort el 597.